# 6227 Alanrubin
6227 Alanrubin è un asteroide della fascia principale. Scoperto nel 1981, presenta un'orbita caratterizzata da un semiasse maggiore pari a 3,2258148 UA e da un'eccentricità di 0,1610148, inclinata di 0,50430° rispetto all'eclittica.